# 帕梅拉·阿迪
帕梅拉·阿迪（英語：Pamela Adie，？—）是尼日利亚LGBT权利活动家、公众演说家、编剧和电影制作人，非政府组织“平等中心”（The Equality Hub）创始人兼执行董事。她倡导并捍卫LGBT权利，致力为尼日利亚妇女及性少数群体争取权利，曾在多个公共论坛上就性取向和性别认同演讲，积极为尼日利亚LGBT社区发声。许多LGBT作品集收录她的尼日利亚LGBT权利作品。她制作的《爱》是尼日利亚首部支持女同性恋的电影。

## 生平
帕梅拉生于尼日利亚克罗斯河州卡拉巴尔，在威斯康星大学苏必略分校获工商管理学士学位，在巴尔的摩大学完成硕士学业，还在韦伯斯特大学获MBA学位。帕梅拉曾嫁人，但与家人讨论后于2011年公开宣布自己是女同性恋。她倡导LGBT权利，积极主张女权，还参加2017年世界经济论坛，探讨LGBT人士融入工作场所事例。

## 作品

### 《彩虹之下》
帕梅拉编剧并制作的纪录片《彩虹之下》（Under the Rainbow，2019年）是尼日利亚首部女同性恋主题电影，主要反映她的女同性恋个人经历，包括婚姻、离婚、抑郁症、家庭扭转治疗（人称“精神净化”）、参与LGBT权利社区活动，是尼日利亚LGBTQ运动战略的“讲故事”宣传战术，旨在为非洲酷儿群体争取曝光度。影片旨在让观众“亲眼目睹无情的仇同社会如何对待同性恋，所爱的人对你全面排斥、鄙夷、驱逐、嘲笑”，探讨了在尼日利亚成为性少数人群和出柜的真正意义。由于在运动领导方面表现出的勇气，她在2019年与另外九人提名首届玛丽·奇尔瓦奖（Mary Chirwa Award）。

### 《爱》
《爱》是一部关于尼日利亚女同性恋社区的爱情故事片，由帕梅拉担任制片人，乌亚伊杜·伊克佩-埃蒂姆编剧并执导。该影片致力于对抗尼日利亚官方和民间对同性恋的强烈排斥和刻板印象，讲述LGBTQ群体自己的故事，并恢复他们的尊严。由于同性关系在尼日利亚仍属非法，《爱》的制作受到了尼日利亚国家电影和视频审查委员会的威胁。委员会拒绝批准这部电影的发行。委员会执行董事阿德达约·托马斯（英語：Adedayo Thomas）告诉CNN，如果该剧宣传的主题不符合该国宪法、道德和传统，他们将追究所有参与制作的人。
尼日利亚反对同性恋。该国法律《同性婚姻（禁止）法》规定，任何被判犯有同性婚姻罪的人将面临最高14年的监禁。尼日利亚人权组织“平权倡议”（英語：TIERS）2019年的一项调查发现，该国75%的人支持继续执行反同性恋法。由于审查问题，电影被迫推迟上映。帕梅拉和导演乌亚伊杜试图在国际平台发布电影、绕过本国法律的审查，但遭政府方面指控，二人可能因此被监禁。“我们和谷歌、YouTube等主要视频播放平台有合作关系，只要是关于尼日利亚的内容，我们就会将其撤下。”阿德达约·托马斯说。